# 銀河ハロー
銀河ハロー（ぎんがハロー、galactic halo）は、銀河全体を包み込むように希薄な星間物質や球状星団がまばらに分布している球状の領域。ハロー (halo) またはハロとも表記される。

## 銀河系のハロー
人類のいる直径10万光年の銀河系は、太陽質量の数百万倍という超巨大ブラックホールが存在すると言われている中心核（バルジ）と、それを取り巻く直径10万光年（銀河中心から5万光年）の渦状腕の銀河円盤（ディスク）から成り、この部分には恒星や星間物質の大半が存在する。ハローはその外側に球状に広がっており、銀河中心からの重力が距離に応じてほぼ均等に働き、少数ながら天体も存在している領域である。
ハローの一番内側には、球状星団が銀河系を中心として直径30万光年（銀河中心から15万光年）ほどの球状に分布している。一般的に、ハローに存在する天体では円盤のものと比較して恒星の年齢が古く金属量が少ない。その外側には電離したガスが、さらに外側には暗黒物質が直径60万光年（銀河中心から30万光年）ほどの球状に分布している（暗黒物質は、内側の領域にも分布している）。重力のみが働いていると考えられる暗黒物質を考慮に入れれば、銀河系の質量のほとんどはハローに存在する。
銀河系のハローの恒星分布には内部構造があり、金属量の比較的多い内側のグループと、金属量の少ない外側のグループに二分できる。内側の恒星は銀河円盤の回転と同じ方向に公転しているのに対し、外側のグループは全体の平均としては逆行回転しており、それぞれ異なった過程で形成されたことが示唆されている。

## アンドロメダ銀河のハロー
アンドロメダ銀河(M31)では、ハッブル宇宙望遠鏡を使った観測により、ハローを構成する電離したガスが銀河から130万光年の範囲にまで広がっていることが分かっている。地球から見た場合、その幅は北斗七星の3倍にも達する。ハローの広がりは方向によっては200万光年に達すると見られ、天の川銀河とアンドロメダ銀河のハローが既に接触しつつあると考えられている。